# Spondylidinae
De Spondylidinae vormen een onderfamilie van kevers uit de familie van de boktorren (Cerambycidae).

## Geslachten
- Tribus Anisarthrini Mamaev & Danilevsky, 1973
  - Anisarthron Dejean, 1835
  - Alocerus Mulsant, 1862
  - † Mesalocerus Vitali, 2015
  - Pectoctenus Fairmaire, 1896
  - Tetartanus Fairmaire, 1897
- Tribus Asemini Thomson, 1861
  - Asemum Eschscholtz, 1830
  - Arhopalus Audinet-Serville, 1834
  - Atripatus Fairmaire, 1902
  - Cephalallus Sharp, 1905
  - Hypostilbus Brancsik, 1898
  - Marocaulus Fairmaire, 1899
  - Megasemum Kraatz, 1879
  - Mythozoum Thomson, 1878
  - Nothorhina Redtenbacher, 1845
  - Tetropiopsis Chobaut, 1899
  - Tetropium Kirby, 1837
- Tribus Atimiini LeConte, 1873
  - Atimia Haldeman, 1847
  - Paratimia Fisher, 1915
  - Proatimia Gressitt, 1951
- Tribus Saphanini Gistel, 1848
  - Saphanus Audinet-Serville, 1834
  - Blabinotus Wollaston, 1854
  - Derolophodes Brancsik, 1898
  - Drymochares Mulsant, 1847
  - Masatopes Breuning & Villiers, 1959
  - Metalocerus Aurivillius, 1913
  - Michthisoma LeConte, 1850
  - Opsamates Waterhouse, 1879
  - Oxypleurus Mulsant, 1839
  - Zamium Pascoe, 1864
- Tribus Spondylidini Audinet-Serville, 1832
  - Spondylis Fabricius, 1775
  - Neospondylis Sama, 2005
  - Scaphinus LeConte, 1851